# Championnat du monde des rallyes 1993
Navigation
1992 1994

## Épreuves
|                 |                          |                     |                       |
| Noir = Asphalte | Marron = Terre / Gravier | Bleu = Neige/ glace | Rouge = Surface mixte |

### Calendrier / Résultats
| Calendrier / Résultats du championnat du monde des rallyes 1993 | Calendrier / Résultats du championnat du monde des rallyes 1993 | Calendrier / Résultats du championnat du monde des rallyes 1993 | Calendrier / Résultats du championnat du monde des rallyes 1993 | Calendrier / Résultats du championnat du monde des rallyes 1993 | Calendrier / Résultats du championnat du monde des rallyes 1993 | Calendrier / Résultats du championnat du monde des rallyes 1993 | Calendrier / Résultats du championnat du monde des rallyes 1993 |
| Manche                                                          | Rallye                                                          | Rallye                                                          | Podium                                                          | Podium                                                          | Podium                                                          | Podium                                                          | Podium                                                          |
| Manche                                                          | Rallye                                                          | Rallye                                                          | #                                                               | Pilote                                                          | Copilote                                                        | Voiture                                                         | Temps                                                           |
| --------------------------------------------------------------- | --------------------------------------------------------------- | --------------------------------------------------------------- | --------------------------------------------------------------- | --------------------------------------------------------------- | --------------------------------------------------------------- | --------------------------------------------------------------- | --------------------------------------------------------------- |
| 1                                                               | 61e Rallye Monte-Carlo (21-27 janvier)                          | 22 spéciales 593,62 km Asphalte/Neige                           | 1                                                               | Didier Auriol                                                   | Bernard Occelli                                                 | Toyota Celica Turbo 4WD                                         | 6 h 13 min 43 s                                                 |
| 1                                                               | 61e Rallye Monte-Carlo (21-27 janvier)                          | 22 spéciales 593,62 km Asphalte/Neige                           | 2                                                               | François Delecour                                               | Daniel Grataloup                                                | Ford Escort RS Cosworth                                         | +15 s                                                           |
| 1                                                               | 61e Rallye Monte-Carlo (21-27 janvier)                          | 22 spéciales 593,62 km Asphalte/Neige                           | 3                                                               | Miki Biasion                                                    | Tiziano Siviero                                                 | Ford Escort RS Cosworth                                         | +3 min 16 s                                                     |
|                                                                 |                                                                 |                                                                 |                                                                 |                                                                 |                                                                 |                                                                 |                                                                 |
| 2                                                               | 42e Rallye de Suède (12-14 février)                             | 28 spéciales 519,63 km Neige/Glace                              | 1                                                               | Mats Jonsson                                                    | Lars Bäckman                                                    | Toyota Celica Turbo 4WD                                         | 4 h 49 min 05 s                                                 |
| 2                                                               | 42e Rallye de Suède (12-14 février)                             | 28 spéciales 519,63 km Neige/Glace                              | 2                                                               | Juha Kankkunen                                                  | Juha Piironen                                                   | Toyota Celica Turbo 4WD                                         | +13 s                                                           |
| 2                                                               | 42e Rallye de Suède (12-14 février)                             | 28 spéciales 519,63 km Neige/Glace                              | 3                                                               | Colin McRae                                                     | Derek Ringer                                                    | Subaru Legacy RS                                                | +28 s                                                           |
|                                                                 |                                                                 |                                                                 |                                                                 |                                                                 |                                                                 |                                                                 |                                                                 |
| 3                                                               | 27e Rallye du Portugal (3-6 mars)                               | 37 spéciales 562 km Tarmac/Gravier                              | 1                                                               | François Delecour                                               | Daniel Grataloup                                                | Ford Escort RS Cosworth                                         | 6 h 20 min 37 s                                                 |
| 3                                                               | 27e Rallye du Portugal (3-6 mars)                               | 37 spéciales 562 km Tarmac/Gravier                              | 2                                                               | Miki Biasion                                                    | Tiziano Siviero                                                 | Ford Escort RS Cosworth                                         | +55 s                                                           |
| 3                                                               | 27e Rallye du Portugal (3-6 mars)                               | 37 spéciales 562 km Tarmac/Gravier                              | 3                                                               | Andrea Aghini                                                   | Sauro Farnocchia                                                | Lancia Delta HF Integrale                                       | +2 min 40 s                                                     |
|                                                                 |                                                                 |                                                                 |                                                                 |                                                                 |                                                                 |                                                                 |                                                                 |
| 4                                                               | 41e Rallye Safari (8-12 avril)                                  | 79 contrôles 3 718,65 km Gravier                                | 1                                                               | Juha Kankkunen                                                  | Juha Piironen                                                   | Toyota Celica Turbo 4WD                                         | 3 h 54 min                                                      |
| 4                                                               | 41e Rallye Safari (8-12 avril)                                  | 79 contrôles 3 718,65 km Gravier                                | 2                                                               | Markku Alén                                                     | Ilkka Kivimäki                                                  | Toyota Celica Turbo 4WD                                         | +9 min                                                          |
| 4                                                               | 41e Rallye Safari (8-12 avril)                                  | 79 contrôles 3 718,65 km Gravier                                | 3                                                               | Ian Duncan                                                      | Ian Munro                                                       | Toyota Celica Turbo 4WD                                         | +1 h 30 min                                                     |
|                                                                 |                                                                 |                                                                 |                                                                 |                                                                 |                                                                 |                                                                 |                                                                 |
| 5                                                               | 37e Tour de Corse (2-4 mai)                                     | 24 spéciales 556,42 km Asphalte                                 | 1                                                               | François Delecour                                               | Daniel Grataloup                                                | Ford Escort RS Cosworth                                         | 6 h 14 min 41 s                                                 |
| 5                                                               | 37e Tour de Corse (2-4 mai)                                     | 24 spéciales 556,42 km Asphalte                                 | 2                                                               | Didier Auriol                                                   | Bernard Occelli                                                 | Toyota Celica Turbo 4WD                                         | +1 min 02 s                                                     |
| 5                                                               | 37e Tour de Corse (2-4 mai)                                     | 24 spéciales 556,42 km Asphalte                                 | 3                                                               | François Chatriot                                               | Denis Giraudet                                                  | Toyota Celica Turbo 4WD                                         | +2 min 42 s                                                     |
|                                                                 |                                                                 |                                                                 |                                                                 |                                                                 |                                                                 |                                                                 |                                                                 |
| 6                                                               | 40e Rallye de l'Acropole (30 mai - 1er juin)                    | 36 spéciales 545,39 km Gravier                                  | 1                                                               | Miki Biasion                                                    | Tiziano Siviero                                                 | Ford Escort RS Cosworth                                         | 6 h 54 min 35 s                                                 |
| 6                                                               | 40e Rallye de l'Acropole (30 mai - 1er juin)                    | 36 spéciales 545,39 km Gravier                                  | 2                                                               | Carlos Sainz                                                    | Luis Moya                                                       | Lancia Delta HF Integrale                                       | +1 min 13 s                                                     |
| 6                                                               | 40e Rallye de l'Acropole (30 mai - 1er juin)                    | 36 spéciales 545,39 km Gravier                                  | 3                                                               | Armin Schwarz                                                   | Nicky Grist                                                     | Mitsubishi Lancer RS                                            | +2 min 44 s                                                     |
|                                                                 |                                                                 |                                                                 |                                                                 |                                                                 |                                                                 |                                                                 |                                                                 |
| 7                                                               | 13e Rallye d'Argentine (14-17 juillet)                          | 25 spéciales 507,13 km Gravier                                  | 1                                                               | Juha Kankkunen                                                  | Nicky Grist                                                     | Toyota Celica Turbo 4WD                                         | 5 h 32 min 31 s                                                 |
| 7                                                               | 13e Rallye d'Argentine (14-17 juillet)                          | 25 spéciales 507,13 km Gravier                                  | 2                                                               | Miki Biasion                                                    | Tiziano Siviero                                                 | Ford Escort RS Cosworth                                         | +1 min 54 s                                                     |
| 7                                                               | 13e Rallye d'Argentine (14-17 juillet)                          | 25 spéciales 507,13 km Gravier                                  | 3                                                               | Didier Auriol                                                   | Bernard Occelli                                                 | Toyota Celica Turbo 4WD                                         | +16 min 58 s                                                    |
|                                                                 |                                                                 |                                                                 |                                                                 |                                                                 |                                                                 |                                                                 |                                                                 |
| 8                                                               | 23e Rallye de Nouvelle-Zélande (5-8 août)                       | 36 spéciales 562,74 km Gravier                                  | 1                                                               | Colin McRae                                                     | Derek Ringer                                                    | Subaru Legacy RS                                                | 6 h 12 min 31 s                                                 |
| 8                                                               | 23e Rallye de Nouvelle-Zélande (5-8 août)                       | 36 spéciales 562,74 km Gravier                                  | 2                                                               | François Delecour                                               | Daniel Grataloup                                                | Ford Escort RS Cosworth                                         | +27 s                                                           |
| 8                                                               | 23e Rallye de Nouvelle-Zélande (5-8 août)                       | 36 spéciales 562,74 km Gravier                                  | 3                                                               | Didier Auriol                                                   | Bernard Occelli                                                 | Toyota Celica Turbo 4WD                                         | +29 s                                                           |
|                                                                 |                                                                 |                                                                 |                                                                 |                                                                 |                                                                 |                                                                 |                                                                 |
| 9                                                               | 43e Rallye de Finlande (27-29 août)                             | 35 spéciales 507,53 km Gravier                                  | 1                                                               | Juha Kankkunen                                                  | Nicky Grist                                                     | Toyota Celica Turbo 4WD                                         | 4 h 23 min 51 s                                                 |
| 9                                                               | 43e Rallye de Finlande (27-29 août)                             | 35 spéciales 507,53 km Gravier                                  | 2                                                               | Ari Vatanen                                                     | Bruno Berglund                                                  | Subaru Impreza 555                                              | +47 s                                                           |
| 9                                                               | 43e Rallye de Finlande (27-29 août)                             | 35 spéciales 507,53 km Gravier                                  | 3                                                               | Didier Auriol                                                   | Bernard Occelli                                                 | Toyota Celica Turbo 4WD                                         | +2 min 10 s                                                     |
|                                                                 |                                                                 |                                                                 |                                                                 |                                                                 |                                                                 |                                                                 |                                                                 |
| 10                                                              | 6e Rallye d'Australie (18-21 septembre)                         | 34 spéciales 550,72 km Gravier                                  | 1                                                               | Juha Kankkunen                                                  | Nicky Grist                                                     | Toyota Celica Turbo 4WD                                         | 5 h 19 min 58 s                                                 |
| 10                                                              | 6e Rallye d'Australie (18-21 septembre)                         | 34 spéciales 550,72 km Gravier                                  | 2                                                               | Ari Vatanen                                                     | Bruno Berglund                                                  | Subaru Impreza 555                                              | +5 min 52 s                                                     |
| 10                                                              | 6e Rallye d'Australie (18-21 septembre)                         | 34 spéciales 550,72 km Gravier                                  | 3                                                               | François Delecour                                               | Daniel Grataloup                                                | Ford Escort RS Cosworth                                         | +23 min 44 s                                                    |
|                                                                 |                                                                 |                                                                 |                                                                 |                                                                 |                                                                 |                                                                 |                                                                 |
| 11                                                              | 35e Rallye Sanremo (11-13 octobre)                              | 28 spéciales 520,69 km Gravier/Asphalte                         | 1                                                               | Franco Cunico                                                   | Stefano Evangelisti                                             | Ford Escort RS Cosworth                                         | 6 h 19 min 40 s                                                 |
| 11                                                              | 35e Rallye Sanremo (11-13 octobre)                              | 28 spéciales 520,69 km Gravier/Asphalte                         | 2                                                               | Patrick Snijers                                                 | Dany Colebunders                                                | Ford Escort RS Cosworth                                         | +10 min 28 s                                                    |
| 11                                                              | 35e Rallye Sanremo (11-13 octobre)                              | 28 spéciales 520,69 km Gravier/Asphalte                         | 3                                                               | Gilberto Pianezzola                                             | Loris Roggia                                                    | Lancia Delta HF Integrale                                       | +18 min 23 s                                                    |
|                                                                 |                                                                 |                                                                 |                                                                 |                                                                 |                                                                 |                                                                 |                                                                 |
| 12                                                              | 29e Rallye de Catalogne (2-4 novembre)                          | 29 spéciales 513,60 km Gravier/Asphalte                         | 1                                                               | François Delecour                                               | Daniel Grataloup                                                | Ford Escort RS Cosworth                                         | 5 h 36 min 19 s                                                 |
| 12                                                              | 29e Rallye de Catalogne (2-4 novembre)                          | 29 spéciales 513,60 km Gravier/Asphalte                         | 2                                                               | Didier Auriol                                                   | Bernard Occelli                                                 | Toyota Celica Turbo 4WD                                         | +1 min 00 s                                                     |
| 12                                                              | 29e Rallye de Catalogne (2-4 novembre)                          | 29 spéciales 513,60 km Gravier/Asphalte                         | 3                                                               | Juha Kankkunen                                                  | Nicky Grist                                                     | Toyota Celica Turbo 4WD                                         | +4 min 09 s                                                     |
|                                                                 |                                                                 |                                                                 |                                                                 |                                                                 |                                                                 |                                                                 |                                                                 |
| 13                                                              | 49e Rallye de Grande-Bretagne (25-28 novembre)                  | 41 spéciales 566,27 km Gravier                                  | 1                                                               | Juha Kankkunen                                                  | Nicky Grist                                                     | Toyota Celica Turbo 4WD                                         | 5 h 43 min 16 s                                                 |
| 13                                                              | 49e Rallye de Grande-Bretagne (25-28 novembre)                  | 41 spéciales 566,27 km Gravier                                  | 2                                                               | Kenneth Eriksson                                                | Staffan Parmander                                               | Mitsubishi Lancer RS                                            | +1 min 42 s                                                     |
| 13                                                              | 49e Rallye de Grande-Bretagne (25-28 novembre)                  | 41 spéciales 566,27 km Gravier                                  | 3                                                               | Malcolm Wilson                                                  | Bryan Thomas                                                    | Ford Escort RS Cosworth                                         | +4 min 06 s                                                     |
|                                                                 |                                                                 |                                                                 |                                                                 |                                                                 |                                                                 |                                                                 |                                                                 |

## Classements

### Système de points en vigueur
| 1  | 20 | -  | -  | -  | -  | - | - | - | - | - |
| 2  | 18 | 17 | -  | -  | -  | - | - | - | - | - |
| 3  | 16 | 15 | 14 | -  | -  | - | - | - | - | - |
| 4  | 15 | 14 | 13 | 12 | -  | - | - | - | - | - |
| 5  | 14 | 13 | 12 | 11 | 10 | - | - | - | - | - |
| 6  | 13 | 12 | 11 | 10 | 9  | 8 | - | - | - | - |
| 7  | 12 | 11 | 10 | 9  | 8  | 7 | 6 | - | - | - |
| 8  | 11 | 10 | 9  | 8  | 7  | 6 | 5 | 4 | - | - |
| 9  | 10 | 9  | 8  | 7  | 6  | 5 | 4 | 3 | 2 | - |
| 10 | 9  | 8  | 7  | 6  | 5  | 4 | 3 | 2 | 1 | 1 |

| 20 pts | 15 pts | 12 pts | 10 pts | 8 pts | 6 pts | 4 pts | 3 pts | 2 pts | 1 pts |

### Classement constructeurs
| Classement constructeurs | Classement constructeurs | Classement constructeurs | Classement constructeurs | Classement constructeurs | Classement constructeurs | Classement constructeurs | Classement constructeurs | Classement constructeurs | Classement constructeurs | Classement constructeurs | Classement constructeurs | Classement constructeurs | Classement constructeurs | Classement constructeurs | Classement constructeurs | Classement constructeurs |
| Rang                     | Constructeur             | MON                      | SWE                      | POR                      | KEN                      | FRA                      | GRE                      | NZL                      | ARG                      | FIN                      | AUS                      | ITA                      | ESP                      | GBR                      | Total                    |                          |
| ------------------------ | ------------------------ | ------------------------ | ------------------------ | ------------------------ | ------------------------ | ------------------------ | ------------------------ | ------------------------ | ------------------------ | ------------------------ | ------------------------ | ------------------------ | ------------------------ | ------------------------ | ------------------------ | ------------------------ |
| 1                        | Toyota                   | 17                       | 20                       | 20                       | –                        | 17                       | –                        | 20                       | (14)                     | 20                       | 20                       | –                        | –                        | 20                       | 157                      |                          |
| 2                        | Ford                     | 17                       | –                        | 20                       | –                        | 20                       | 20                       | 17                       | 17                       | –                        | (14)                     | –                        | 20                       | 14                       | 145                      |                          |
| 3                        | Subaru                   | –                        | 14                       | 12                       | –                        | 10                       | –                        | –                        | 20                       | 17                       | 17                       | 10                       | –                        | 10                       | 110                      |                          |
| 4                        | Lancia                   | –                        | –                        | 14                       | –                        | 12                       | 17                       | 12                       | 12                       | –                        | –                        | 17                       | 8                        | –                        | 92                       |                          |
| 5                        | Mitsubishi               | 12                       | 11                       | 10                       | –                        | –                        | 14                       | –                        | –                        | 10                       | 12                       | –                        | –                        | 17                       | 86                       |                          |

### Classement pilotes
| Classement pilotes | Classement pilotes                     | Classement pilotes | Classement pilotes | Classement pilotes | Classement pilotes | Classement pilotes | Classement pilotes | Classement pilotes | Classement pilotes | Classement pilotes | Classement pilotes | Classement pilotes | Classement pilotes | Classement pilotes | Classement pilotes | Classement pilotes |
| Rang               | Pilotes                                | MON                | SWE                | POR                | KEN                | FRA                | GRE                | NZL                | ARG                | FIN                | AUS                | ITA                | ESP                | GBR                | Total              |                    |
| ------------------ | -------------------------------------- | ------------------ | ------------------ | ------------------ | ------------------ | ------------------ | ------------------ | ------------------ | ------------------ | ------------------ | ------------------ | ------------------ | ------------------ | ------------------ | ------------------ | ------------------ |
| 1                  | Juha Kankkunen                         | (8)                | 15                 | –                  | 20                 | –                  | –                  | 20                 | 8                  | 20                 | 20                 | –                  | 12                 | 20                 | 135                |                    |
| 2                  | François Delecour                      | 15                 | –                  | 20                 | –                  | 20                 | –                  | –                  | 15                 | –                  | 12                 | –                  | 20                 | 10                 | 112                |                    |
| 3                  | Didier Auriol                          | 20                 | –                  | –                  | –                  | 15                 | –                  | 12                 | 12                 | 12                 | –                  | –                  | 15                 | 6                  | 92                 |                    |
| 4                  | Miki Biasion                           | 12                 | –                  | 15                 | –                  | 4                  | 20                 | 15                 | –                  | –                  | –                  | –                  | 10                 | –                  | 76                 |                    |
| 5                  | Colin McRae                            | –                  | 12                 | 4                  | –                  | 8                  | –                  | –                  | 20                 | –                  | 6                  | –                  | –                  | –                  | 50                 |                    |
| 6                  | Carlos Sainz                           | –                  | –                  | –                  | –                  | 10                 | 15                 | –                  | 10                 | –                  | –                  | 15                 | –                  | –                  | 50                 |                    |
| 7                  | Kenneth Eriksson                       | 10                 | –                  | 8                  | –                  | –                  | –                  | –                  | –                  | 8                  | –                  | –                  | –                  | 15                 | 41                 |                    |
| 8                  | Ari Vatanen                            | –                  | –                  | –                  | –                  | –                  | –                  | –                  | –                  | 15                 | 15                 | –                  | –                  | 8                  | 38                 |                    |
| 9                  | Gustavo Trelles                        | –                  | –                  | –                  | –                  | –                  | 8                  | 10                 | 4                  | –                  | –                  | –                  | 6                  | –                  | 28                 |                    |
| 10                 | Tommi Mäkinen                          | –                  | 10                 | –                  | –                  | –                  | 6                  | –                  | –                  | 10                 | –                  | –                  | –                  | –                  | 26                 |                    |
| 11                 | Markku Alén                            | –                  | –                  | 10                 | 15                 | –                  | –                  | –                  | –                  | –                  | –                  | –                  | –                  | –                  | 25                 |                    |
| 12                 | Armin Schwarz                          | 6                  | –                  | –                  | –                  | –                  | 12                 | –                  | –                  | 2                  | –                  | –                  | –                  | 3                  | 23                 |                    |
| 13                 | Mats Jonsson                           | –                  | 20                 | –                  | –                  | –                  | –                  | –                  | –                  | –                  | –                  | –                  | –                  | 2                  | 22                 |                    |
| 14                 | Andrea Aghini                          | –                  | –                  | 12                 | –                  | –                  | 10                 | –                  | –                  | –                  | –                  | –                  | –                  | –                  | 22                 |                    |
| 15                 | Gianfranco Cunico                      | –                  | –                  | –                  | –                  | –                  | –                  | –                  | –                  | –                  | –                  | 20                 | –                  | –                  | 20                 |                    |
| 16                 | Alex Fiorio                            | –                  | –                  | 6                  | –                  | –                  | 4                  | –                  | –                  | –                  | –                  | –                  | 8                  | –                  | 18                 |                    |
| 17                 | Bruno Thiry                            | 3                  | –                  | 1                  | –                  | –                  | –                  | –                  | –                  | –                  | –                  | 8                  | 4                  | –                  | 16                 |                    |
| 18                 | Patrick Snijers                        | –                  | –                  | –                  | –                  | –                  | –                  | –                  | –                  | –                  | –                  | 15                 | –                  | –                  | 15                 |                    |
| 19                 | Ian Duncan                             | –                  | –                  | –                  | 12                 | –                  | –                  | –                  | –                  | –                  | –                  | –                  | –                  | –                  | 12                 |                    |
| 19                 | François Chatriot                      | –                  | –                  | –                  | –                  | 12                 | –                  | –                  | –                  | –                  | –                  | –                  | –                  | –                  | 12                 |                    |
| 19                 | Gilberto Pianezzola                    | –                  | –                  | –                  | –                  | –                  | –                  | –                  | –                  | –                  | –                  | 12                 | –                  | –                  | 12                 |                    |
| 19                 | Malcolm Wilson                         | –                  | –                  | –                  | –                  | –                  | –                  | –                  | –                  | –                  | –                  | –                  | –                  | 12                 | 12                 |                    |
| 23                 | Sepp Haider                            | –                  | 4                  | –                  | –                  | –                  | –                  | –                  | –                  | –                  | 8                  | –                  | –                  | –                  | 12                 |                    |
| 24                 | Yasuhiro Iwase                         | –                  | –                  | –                  | 10                 | –                  | –                  | –                  | –                  | –                  | –                  | –                  | –                  | –                  | 10                 |                    |
| 24                 | Ross Dunkerton                         | –                  | –                  | –                  | –                  | –                  | –                  | –                  | –                  | –                  | 10                 | –                  | –                  | –                  | 10                 |                    |
| 24                 | Piero Liatti                           | –                  | –                  | –                  | –                  | –                  | –                  | –                  | –                  | –                  | –                  | 10                 | –                  | –                  | 10                 |                    |
| 27                 | Björn Johansson                        | –                  | 8                  | –                  | –                  | –                  | –                  | –                  | –                  | –                  | –                  | –                  | –                  | –                  | 8                  |                    |
| 27                 | Guy Jack                               | –                  | –                  | –                  | 8                  | –                  | –                  | –                  | –                  | –                  | –                  | –                  | –                  | –                  | 8                  |                    |
| 27                 | Carlos Menem Jr (fils de Carlos Menem) | –                  | –                  | –                  | –                  | –                  | –                  | 8                  | –                  | –                  | –                  | –                  | –                  | –                  | 8                  |                    |
| 30                 | Rudi Stohl (de)                        | –                  | –                  | –                  | 3                  | –                  | –                  | 4                  | –                  | –                  | –                  | –                  | –                  | –                  | 7                  |                    |
| 31                 | Per Eklund                             | –                  | 6                  | –                  | –                  | –                  | –                  | –                  | –                  | –                  | –                  | –                  | –                  | –                  | 6                  |                    |
| 31                 | Ashok Pattni                           | –                  | –                  | –                  | 6                  | –                  | –                  | –                  | –                  | –                  | –                  | –                  | –                  | –                  | 6                  |                    |
| 31                 | Bernard Béguin                         | –                  | –                  | –                  | –                  | 6                  | –                  | –                  | –                  | –                  | –                  | –                  | –                  | –                  | 6                  |                    |
| 31                 | Mohammed Ben Sulayem                   | –                  | –                  | –                  | –                  | –                  | –                  | 6                  | –                  | –                  | –                  | –                  | –                  | –                  | 6                  |                    |
| 31                 | Possum Bourne                          | –                  | –                  | –                  | –                  | –                  | –                  | –                  | 6                  | –                  | –                  | –                  | –                  | –                  | 6                  |                    |
| 31                 | Sebastian Lindholm                     | –                  | –                  | –                  | –                  | –                  | –                  | –                  | –                  | 6                  | –                  | –                  | –                  | –                  | 6                  |                    |
| 31                 | Renato Travaglia                       | –                  | –                  | –                  | –                  | –                  | –                  | –                  | –                  | –                  | –                  | 6                  | –                  | –                  | 6                  |                    |
| 38                 | Olivier Burri                          | 4                  | –                  | –                  | –                  | –                  | –                  | –                  | –                  | –                  | –                  | –                  | –                  | –                  | 4                  |                    |
| 38                 | Marco Brighetti                        | –                  | –                  | –                  | 4                  | –                  | –                  | –                  | –                  | –                  | –                  | –                  | –                  | –                  | 4                  |                    |
| 38                 | Hannu Mikkola                          | –                  | –                  | –                  | –                  | –                  | –                  | –                  | –                  | 4                  | –                  | –                  | –                  | –                  | 4                  |                    |
| 38                 | Ed Ordynski                            | –                  | –                  | –                  | –                  | –                  | –                  | –                  | –                  | –                  | 4                  | –                  | –                  | –                  | 4                  |                    |
| 38                 | Andrea Dallavilla                      | –                  | –                  | –                  | –                  | –                  | –                  | –                  | –                  | –                  | –                  | 4                  | –                  | –                  | 4                  |                    |
| 38                 | Richard Burns                          | –                  | –                  | –                  | –                  | –                  | –                  | –                  | –                  | –                  | –                  | –                  | –                  | 4                  | 4                  |                    |
| 44                 | Alex Fassina                           | –                  | –                  | 2                  | –                  | –                  | 1                  | –                  | –                  | –                  | –                  | 1                  | –                  | –                  | 4                  |                    |
| 45                 | Kenneth Bäcklund                       | –                  | 3                  | –                  | –                  | –                  | –                  | –                  | –                  | –                  | –                  | –                  | –                  | –                  | 3                  |                    |
| 45                 | Jorge Bica                             | –                  | –                  | 3                  | –                  | –                  | –                  | –                  | –                  | –                  | –                  | –                  | –                  | –                  | 3                  |                    |
| 45                 | Jean Ragnotti                          | –                  | –                  | –                  | –                  | 3                  | –                  | –                  | –                  | –                  | –                  | –                  | –                  | –                  | 3                  |                    |
| 45                 | Kóstas Apostolou                       | –                  | –                  | –                  | –                  | –                  | 3                  | –                  | –                  | –                  | –                  | –                  | –                  | –                  | 3                  |                    |
| 45                 | António Coutinho                       | –                  | –                  | –                  | –                  | –                  | –                  | 3                  | –                  | –                  | –                  | –                  | –                  | –                  | 3                  |                    |
| 45                 | Neil Allport                           | –                  | –                  | –                  | –                  | –                  | –                  | –                  | 3                  | –                  | –                  | –                  | –                  | –                  | 3                  |                    |
| 45                 | Lasse Lampi                            | –                  | –                  | –                  | –                  | –                  | –                  | –                  | –                  | 3                  | –                  | –                  | –                  | –                  | 3                  |                    |
| 45                 | Neal Bates                             | –                  | –                  | –                  | –                  | –                  | –                  | –                  | –                  | –                  | 3                  | –                  | –                  | –                  | 3                  |                    |
| 45                 | Angelo Medeghini                       | –                  | –                  | –                  | –                  | –                  | –                  | –                  | –                  | –                  | –                  | 3                  | –                  | –                  | 3                  |                    |
| 45                 | Luís Climent                           | –                  | –                  | –                  | –                  | –                  | –                  | –                  | –                  | –                  | –                  | –                  | 3                  | –                  | 3                  |                    |
| 55                 | Christophe Spiliotis                   | 2                  | –                  | –                  | –                  | –                  | –                  | –                  | –                  | –                  | –                  | –                  | –                  | –                  | 2                  |                    |
| 55                 | Jarmo Kytölehto                        | –                  | 2                  | –                  | –                  | –                  | –                  | –                  | –                  | –                  | –                  | –                  | –                  | –                  | 2                  |                    |
| 55                 | Basmat Shamji                          | –                  | –                  | –                  | 2                  | –                  | –                  | –                  | –                  | –                  | –                  | –                  | –                  | –                  | 2                  |                    |
| 55                 | Alain Oreille                          | –                  | –                  | –                  | –                  | 2                  | –                  | –                  | –                  | –                  | –                  | –                  | –                  | –                  | 2                  |                    |
| 55                 | Níkos Tsadaris                         | –                  | –                  | –                  | –                  | –                  | 2                  | –                  | –                  | –                  | –                  | –                  | –                  | –                  | 2                  |                    |
| 55                 | Gabriel Raies                          | –                  | –                  | –                  | –                  | –                  | –                  | 2                  | –                  | –                  | –                  | –                  | –                  | –                  | 2                  |                    |
| 55                 | Joe McAndrew                           | –                  | –                  | –                  | –                  | –                  | –                  | –                  | 2                  | –                  | –                  | –                  | –                  | –                  | 2                  |                    |
| 55                 | Kiyoshi Inoue                          | –                  | –                  | –                  | –                  | –                  | –                  | –                  | –                  | –                  | 2                  | –                  | –                  | –                  | 2                  |                    |
| 55                 | Freddy Loix                            | –                  | –                  | –                  | –                  | –                  | –                  | –                  | –                  | –                  | –                  | 2                  | –                  | –                  | 2                  |                    |
| 55                 | Mía Bardolet                           | –                  | –                  | –                  | –                  | –                  | –                  | –                  | –                  | –                  | –                  | –                  | 2                  | –                  | 2                  |                    |
| 65                 | Jean-Baptiste Serpaggi                 | 1                  | –                  | –                  | –                  | –                  | –                  | –                  | –                  | –                  | –                  | –                  | –                  | –                  | 1                  |                    |
| 65                 | Pier Svan                              | –                  | 1                  | –                  | –                  | –                  | –                  | –                  | –                  | –                  | –                  | –                  | –                  | –                  | 1                  |                    |
| 65                 | Manfred Stohl                          | –                  | –                  | –                  | 1                  | –                  | –                  | –                  | –                  | –                  | –                  | –                  | –                  | –                  | 1                  |                    |
| 65                 | Giovanni Manfrinato                    | –                  | –                  | –                  | –                  | 1                  | –                  | –                  | –                  | –                  | –                  | –                  | –                  | –                  | 1                  |                    |
| 65                 | José Ceccheto                          | –                  | –                  | –                  | –                  | –                  | –                  | 1                  | –                  | –                  | –                  | –                  | –                  | –                  | 1                  |                    |
| 65                 | Yoshio Fujimoto                        | –                  | –                  | –                  | –                  | –                  | –                  | –                  | 1                  | –                  | –                  | –                  | –                  | –                  | 1                  |                    |
| 65                 | Marcus Grönholm                        | –                  | –                  | –                  | –                  | –                  | –                  | –                  | –                  | 1                  | –                  | –                  | –                  | –                  | 1                  |                    |
| 65                 | David Officer                          | –                  | –                  | –                  | –                  | –                  | –                  | –                  | –                  | –                  | 1                  | –                  | –                  | –                  | 1                  |                    |
| 65                 | Oriol Gómez                            | –                  | –                  | –                  | –                  | –                  | –                  | –                  | –                  | –                  | –                  | –                  | 1                  | –                  | 1                  |                    |
| 65                 | Alister McRae                          | –                  | –                  | –                  | –                  | –                  | –                  | –                  | –                  | –                  | –                  | –                  | –                  | 1                  | 1                  |                    |